# Daley Thompson

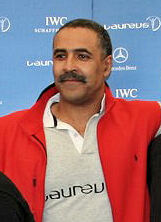
Daley Thompson during the 2007 Laureus day at Ham Polo Club, London.

Francis Morgan Thompson, conocido como Daley Thompson - (30 de julio de 1958 en Londres, Inglaterra). Atleta británico especialista en decatlón. Fue campeón olímpico en los Juegos de Moscú 1980 y Los Ángeles 1984. Además batió cuatro veces el récord mundial de esta prueba. Thompson fue distinguido como Comendador de la Orden del Imperio Británico.

## Inicios
Su padre era un inmigrante nigeriano y su madre era escocesa. Se crio en el barrio londinense de Notting Hill, el menor de tres hermanos. El sobrenombre de "Daley" le viene de su padre, al que en Nigeria llamaban "Ayodele". Cuando marchó a Gran Bretaña se quedó en "Dele" y finalmente en "Daley", nombre con el que se quedó su hijo.
Desde pequeño Daley fue muy aficionado a los deportes, sobre todo al fútbol, pero luego se centró en las carreras de velocidad. Sin embargo no conseguía buenos resultados. Fue un entrenador llamado Bob Mortimer el que le animó a probar en el decatlón, ya que era un atleta muy completo y solo necesitaba pulir el salto con pértiga y el lanzamiento de disco.
Con solo 17 años participó en el decatlón de los Juegos Olímpicos de Montreal 1976, finalizando en 18.ª posición. Era el participante más joven de la prueba.
Al año siguiente superó por primera vez la barrera de los 8.000 puntos en Madrid, la tercera mejor marca mundial de ese año.
En 1978 consiguió sus primeros éxitos internacionales, ganando el oro en los Juegos de la Commonwealth de Edmonton y siendo 2.º en los Campeonatos de Europa de Praga, tras el soviético Aleksander Grebenyuk.

## Moscú 1980
Una lesión le hizo perderse la temporada de 1979, pero regresó con fuerza al año siguiente para convertirse en el mejor decatleta del mundo. El 18 de mayo de 1980 batió en Götzis el récord mundial con 8.622 puntos. El anterior récord lo tenía el estadounidense Bruce Jenner desde los Juegos de Montreal '76. 
No obstante, menos de un mes más tarde perdía el récord a manos del alemán occidental Guido Kratschmer, que hizo en Bernhausen 8.649 puntos.
Ese mismo año ganó el oro en los Juegos Olímpicos de Moscú 1980, el primero de sus dos títulos olímpicos. Thompson quedó por delante de los soviéticos Yuri Kutsenko y Sergei Zhelanov. Sin embargo su victoria quedó en parte devaluada por la ausencia a causa del boicot de los estadounidenses (ganadores del decatlón en 8 de los 10 últimos Juegos Olímpicos) y de los alemanes occidentales (incluyendo el plusmarquista mundial Guido Kratschmer y el prometedor Jurgen Hingsen) 
En 1982 Thompson recuperó en Götzis el récord mundial, con 8.704 puntos. Volvió a perderlo poco después a manos del alemán Jürgen Hingsen, con 8.723 puntos. Pero ambos se enfrentaron en los Campeonatos de Europa de Atenas, y allí Thompson ganó el título con un nuevo récord de 8.743 puntos. mientras Hingsen acababa 2.º.
Aunque en el verano de 1983 Jurgen Hingsen recuperó el récord mundial, fue Daley Thompson quien se proclamó campeón del mundo en Helsinki por delante del alemán, que otra vez acabó 2.º. La intensa rivalidad entre Thompson e Hingsen marcó la historia de esta prueba en la década de los 80, y sus enfrentamientos fueron casi legendarios. Hingsen batió tres veces el récord del mundo entre 1982 y 1984, pero nunca pudo batir a Daley Thompson en las grandes competiciones. De hecho Daley Thompson no perdió en ningún decatlón entre 1979 y 1987.

## Los Ángeles 1984
En los Juegos Olímpicos de Los Ángeles 1984, de nuevo Jurgen Hingsen llegaba tras haber establecido un nuevo récord mundial poco antes, en Mannheim, con 8.798 puntos, y parecía que esta vez tenía serias opciones de derrotar a Thompson.
En Los Ángeles ambos mantuvieron una dura pugna por el primer puesto durante los primeros siete eventos. Sin embargo Daley Thompson decantó la prueba a su favor con sus magníficas actuaciones en salto con pértiga y lanzamiento de jabalina.
Con la medalla de oro asegurada, solo necesitaba correr los 1.500 m en 4:34,98 (o menos) para batir el récord mundial en poder de Hingsen. Sin embargo hizo 4:35,00 y se quedó a un solo punto del récord, con 8.797 puntos.
Sin embargo en 1985 se aprobaron nuevas tablas de puntuación para el decatlón, y gracias a eso Daley Thompson pasó a tener el récord mundial con 8.847 puntos. Este récord se mantendría vigente durante 8 años, hasta que lo batió el estadounidense Dan O'Brien en 1992, con 8.891 puntos. Por su parte el récord olímpico duraría 20 años, siendo batido por el checo Roman Šebrle cuando ganó el oro en Atenas 2004 con 8.893 puntos.
Con esta segunda medalla de oro olímpica igualaba al estadounidense Bob Mathias, campeón en Londres 1948 y Helsinki 1952.
En 1986 revalidó en Stuttgart el título de Campeón de Europa, derrotando otra vez a Hingsen, y ganó también en los Juegos de la Commonwealth de Edimburgo. Por esta época estaba obsesionado con superar la barrera de los 9.000 puntos, algo que nunca llegó a conseguir.

## Última etapa
1987 sería el principio del fin de su carrera deportiva, cuando en los campeonatos del mundo de Roma sufrió su primera derrota en ocho años, quedando en una mediocre 9.ª posición.
En los Juegos Olímpicos de Seúl 1988 intentó conseguir lo que nadie había logrado, un tercer oro olímpico. Pese a que sus últimos resultados eran discretos, muchos confiaban en que su gran capacidad competitiva le permitiría luchar por el oro. Sus principales adversarios era los alemanes Jurgen Hingsen, Torsten Voss y Christian Schenk.
Hingsen dio la primera sorpresa al quedar eliminado tras hacer tres salidas nulas en los 100 m. Sin embargo, Daley Thompson no pudo pasar finalmente de la 4.ª posición. La medalla de oro fue para el alemán oriental Christian Schenk, seguido por su compatriota Torsten Voss y por el canadiense Dave Steen, que dejó a Thompson fuera del podio. Además vivió un momento especialmente dramático cuando se le rompió la pértiga al ir a efectuar un salto. Esa imagen simbolizaba el final de su reinado en el decatlón.
Tras esta derrota ya no volvió a competir entre la élite, aunque participó ocasionalmente en algunas pruebas. Oficialmente se retiró del atletismo en 1992.

## Tras la retirada
Tras su retirada se ha dedicado a diversas actividades, como ser presidente de equipos de fútbol (una de sus grandes pasiones) o presentar programas de televisión.
Thompson fue uno de los atletas más carismáticos del atletismo en la década de los 80. Su carácter extrovertido y sus dotes de showman le convirtieron en un personaje muy popular, y en ocasiones polémico, sobre todo en Gran Bretaña. Se recuerda por ejemplo cuando no quiso ser portador de la bandera británica en la ceremonia inaugural de los Juegos de la Commonwealth de Brisbane en 1982, alegando que la ceremonia duraba demasiado y que su presencia allí le restaría opciones de ganar su prueba.
Daley Thompson está considerado uno de los mejores atletas de todos los tiempos. Junto a Carl Lewis, Sebastian Coe o Sergéi Bubka, fue uno de los rostros carismáticos que contribuyeron al resurgir del atletismo en los años 80. De forma especial transformó el decatlón, ya que antes era un evento que pasaba casi desapercibido en las competiciones atléticas, y que gracias a él atrajo el interés de los aficionados y de los medios de comunicación.
En 1984 la compañía Ocean sacó un videojuego de atletismo para Spectrum llamado Daley Thompson´s Decathlon, que se hizo muy popular. Era la primera vez que una estrella del deporte cedía su nombre y su imagen para el lanzamiento de un videojuego, práctica que años después se haría totalmente habitual. Con su imagen, Ocean lanzaría dos videojuegos más en los años siguientes, Daley Thompson's Super Test en 1986 y Daley Thompson's Olympic Challenge en 1988.
Su última polémica fue a mediados de 2006, cuando a propósito del positivo en un control antidopaje del velocista estadounidense Justin Gatlin, dijo en la BBC que Gatlin debería ser sancionado de por vida, y que todas sus medallas y récords deberían desaparecer de los libros de historia. Estas declaraciones encontraron contestación en otro exatleta, Michael Johnson, que consideró hipócritas estas palabras, ya que Thompson no dijo nada cuando hace unos años dio positivo el velocista británico Linford Christie, amigo personal suyo.

## Resultados

### Competiciones
- Europeos de Praga 1978 - 2.º (8.289)
- Juegos de la Commonwealth de Edmonton 1978 - 1.º (8.470)
- Juegos Olímpicos de Moscú 1980 - 1.º (8.495)
- Europeos de Atenas 1982 - 1.º (8.743)
- Juegos de la Commonwealth de Brisbane 1982 - 1.º (8.424)
- Mundiales de Helsinki 1983 - 1.º (8.666)
- Juegos Olímpicos de Los Ángeles 1984 - 1.º (8.798)
- Europeos de Stuttgart 1986 - 1.º (8.811), 3.º en relvos 4 × 100 m (38,71)
- Juegos de la Commonwealth de Edimburgo 1986 - 1.º (8.663), 2.º en relevos 4 × 100 m (39,19), 6.º en pértiga (4.90)
- Juegos Olímpicos de Seúl 1988 - 4.º (8.306)

### Récords del Mundo
- 8.622 puntos - Götzis (18-May-1980)
- 8.704 puntos - Götzis (23-May-1982)
- 8.743 puntos - Atenas (08-Sep-1982 )
- 8.847 puntos - Los Ángeles (09-Ago-1984)

### Mejores marcas
- Decatlón - 8.847 puntos (Los Ángeles, 1984)

(10,44 - 8'01 - 15'72 - 2'03 - 46,97 - 14,33 - 46'56 - 5'00 - 65'24 - 4:35,00)
- 100 metros - 10,26 28 (Stuttgart, 1986)
- Salto de longitud - 8'11 (Edmonton, 1978)
- Lanzamiento de peso - 16'10 (Walnut, 1984)
- Salto de altura - 2'14 (Amarillo, 1982)
- 400 metros - 46,86 (Götzis, 1982)
- 110 m vallas - 14,04 (Stuttgart, 1986)
- Lanzamiento de disco - 49'10 (Stanford, 1986)
- Salto con pértiga - 5'25 (Londres, 1986)
- Lanzamiento de jabalina - 65'38 (Götzis, 1980)
- 1.500 metros - 4:20,3 (Cwmbran, 1976)